# 우병철
우병철(2000년 11월 5일 ~ )는 대한민국의 축구 선수로, 포지션은 윙어이다. 현재 K리그1 강원 FC 소속이다.